# Hutabaringin
Hutabaringin is een bestuurslaag in het regentschap Mandailing Natal van de provincie Noord-Sumatra, Indonesië. Hutabaringin telt 970 inwoners (volkstelling 2010).